# Жидобільшовизм

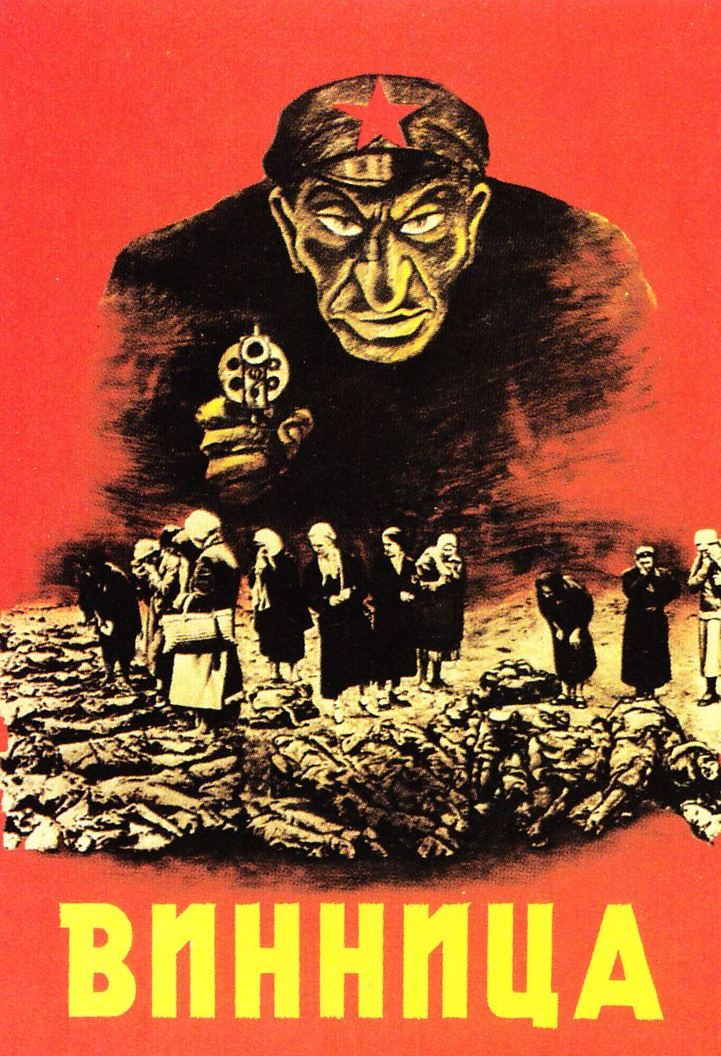
Образ «жидокомісара» використаний в плакаті «Злочини Москви у Вінниці», присвяченому розстрілам у Вінниці, що розповсюджувався німцями під час Другої світової війни

Плакат «Вожді пролетарської революції» до першої річниці Жовтневого перевороту 1917 року. 1. Ленін 2. Троцький 3. Зінов'єв 4. Луначарський 5. Каменєв 6.Свердлов

Жидобільшови́зм (англ. Jewish Bolshevism, нім. jüdischer Bolschewismus, чеськ. Židobolševismus) — ідеологічне кліше, що виникло у білогвардійської еміграції для особливого підкреслення єврейської складової в російському комуністичному русі і який широко використовувала нацистська влада та місцеві колабораціоністи на окупованій території СРСР для позначення політичного устрою Радянського Союзу. Вони стверджували, що ідеї комунізму є справою рук євреїв з метою підкорити світ своїй владі. Підставою для такого твердження стало те, що значна частина теоретиків марксизму, а також лідерів російського більшовизму були за національністю євреями. Уявлення про жидобільшовизм часто поєднувалися з теорією жидомасонської змови. В міжвоєнній Польщі для цього стереотипу використовували пропагандистський термін жидокомуна.

## Передумови виникнення

### Росія
Наклепи здійснення євреями ритуальних убивств християнських дітей були одним з основних антисемітських тверджень російської пропаганди на початку 19-го сторіччя. Після вбивства імператора Олександра ІІ російське «охоронне відділення» почало поширювати чутки про євреїв-змовників. До жовтневого перевороту 1917 року в Російській імперії євреїв не допускали до політичної діяльності. Природно, що саме євреї активно кинулись у вир революції 1917 року. В роки громадянської війни внаслідок інтернаціоналістичної політики більшовиків колишні іновірці-юдеї, які до революції здебільшого не мали права бути членами навіть містечкових магістратів, раптом стали рівноправними (із колишніми православними) представниками влади.
20 березня 1917 р. Тимчасовий уряд Росії проголосив євреїв рівними з усіма громадянами. Велика кількість євреїв активно брала участь у революційній діяльності і з приходом до влади більшовиків, також багато з них отримали керівні посади в новому більшовицькому уряді. Чимало євреїв, які входили до так званого керівного ядра партії (Зінов'єв, Троцький, Гольдштейн (Володарський) та інші), довгі роки жили в еміґрації за кордоном і в Росію повернулися тільки після Лютневої революції. Серед них один із найвідоміших вихідців з України — Лев Троцький (Бронштейн), який очолив збройні сили республіки. Григорій Зінов'єв (Герш-Овсей Аронович Апфельбаум) став головою Петроградської Ради робітничих і солдатських депутатів і головою Виконкому Комінтерну (був на цьому відповідальному посту з 1919 по 1926 роки). 32-річний єврей Яків Свердлов був призначений першим президентом першої Країни Рад — РРФСР.
Відомий державний діяч Великої Британії Вінстон Черчилль у своїй статті «Сіонізм проти Більшовизму» від 8 лютого 1920 р. охарактеризував участь євреїв у більшовицькому терорі наступним чином:

| За винятком Леніна, більшість керівних фігур більшовиків — це євреї. Окрім того, головне натхнення і основна рушійна сила надходить від лідерів єврейської національності. Тому росіянина Чичеріна затьмив його номінальний підлеглий Літвінов, а вплив таких росіян як Бухарін або Луначарський не можна порівняти з владою Троцького, або диктатора Червоної Цитаделі (Петрограда) — Зінов'єва, або Красіна — всі вони євреї. Переважання євреїв у Радянських установах ще більш приголомшуюче. І одну з головних, якщо не основну роль у системі тероризму, запровадженого Надзвичайними Комісіями з Боротьби з Контрреволюцією, відіграють євреї, і в деяких випадках навіть єврейки. |
Вигнаний з Німеччини німецький імператор Вільгельм Другий у вигнанні в Голландії, в інтерв'ю газеті «Чикаго Трибюн» заявив:
| За більшовицькі революції, як у Росії, так і в Німеччині несе відповідальність міжнародне єврейство. Під час мого правління євреї зробили його нестерпним, і я гірко жалкую, що фаворитизував єврейським банкірам. |
Відомий дослідник єврейської історії Пол Джонсон наводить у своїй монографії цитати з таких авторитетних британських видань як «Таймс» та «Морнінґ Пост», автори яких теж стверджували єврейський характер революції в Росії.
В'ячеслав Молотов, який десятиліття перебував на самому верху більшовицької влади, писав:

| Євреї займали багато керівних постів, хоча становили невисокий відсоток населення країни... У першому (радянському) уряді більшість становили євреї»[8] (рос.) |
Радянську делегацію у Бересті з укладання заздалегідь обіцяного Леніном німцям сепаратного миру очолювали Лев Троцький і Адольф Абрамович Йоффе. Ця радянська акція викликала масовий рух проти євреїв, які, як кричали тоді на всіх кутах, «розпродають Росію, щоб утриматися при владі». У різних районах країни почалися страйки — їхні організатори, поряд з політичними та економічними вимогами висували гасло: «Геть жидів!», яке страйкарі енергійно підтримували.[джерело?]
В цей час голова петроградської ради Зінов'єв провів через очолювану ним Петроградську раду безпрецедентне рішення, яким були названі поіменно «найкращі люди нашого часу». Ось їх повний список: Ленін (його прадід по материнській лінії був Мойше Іцкович Бланк, дід — вихрещений Олександр Дмитрович Бланк), сам Зінов'єв-Апфельбаум, Троцький, Урицький, Моісей Маркович Гольдштейн (В.Володарський) і Роза Люксембург. Був оголошений збір коштів на видання портретів усіх «найкращих людей».
Одночасно за наказами Григорія Апфельбаума в Петрограді і всьому Північно-Західному краї, відданому йому на відкуп, почалися масові арешти і розстріли заручників, а комісари з єврейськими прізвищами брали участь у грабунках православних церков і звірячих вбивствах священиків — тому безумства катів єврейського походження не могли позитивно відобразились у свідомості населення..
Петроградську ЧК, яка займалася терором проти контрреволюційного елементу очолював Мойсей Соломонович Урицький. Мойсей Маркович Володарський (Гольдштейн) став петроградським комісаром у справах друку, який закрив всі опозиційні газети і жорстоко карав за будь-яку спробу обійти заборони. Першим більшовицьким комендантом захопленого Зимового палацу став Григорій Ісаакович Чудновський, московського Кремля — Міней Ізраїльович Губельман (Омелян Ярославський). Головний телеграф і Держбанк захопив Міхаіл Лашевіч. Головою Московської ради став Лев Борисович Розенфельд (Камєнєв). Комісарами, які наводили «порядок» у столиці і її околицях, були: Мойсей Якович Зелікман, Семен Рошаль, Віра (Берта) Слуцька, Семен Нахімсон, Самуїл Цвілінг.
Збільшився приток євреїв до столиці, де були зосереджені важелі влади. Якщо в 1920 році в Москві проживало 28 тисяч євреїв (2,2 відсотка всього населення столиці), то в 1923-му їх частка становила вже 5,5 відсотка, а в 1926-му — 6,5 відсотка. До Москви до того часу приїхало близько 100 тисяч євреїв, на початку тридцятих років їхня кількість наближалася до 250 тисяч (зростання в 9 разів), тоді як все населення Москви в цілому за 15 років зросло лише у два рази.
У 1920 році на IX з'їзді РКП(б) Троцький у доповіді «Чергові завдання господарського будівництва» виклав програму побудови комунізму, в якій він запропонував перетворити країну на систему таборів, в яких робітники та селяни повинні бути поставлені в становище мобілізованих солдатів. За його задумом із цього контингенту формуються трудові армії за принципом військових частин. Кожна людина зобов'язана вважати себе солдатом праці, котрий не може вільно розпоряджатися собою. Якщо дано наказ перекинути його в інше місце, він повинен виконати цей наказ. Якщо не виконає — буде вважатись дезертиром, і його треба знищити.
| З огляду на те, що значна частина робітників, в пошуках кращих умов продовольства, а нерідко і з метою спекуляції, самовільно залишає підприємства, переїжджає з місця на місце, чим завдає подальші удари виробництву і погіршує загальний стан робочого класу, з'їзд одним з нагальних завдань Радянської влади та професійних організацій бачить у планомірній, систематичній, наполегливій і суворій боротьбі з трудовим дезертирством, зокрема - шляхом публікування штрафних дезертірських списків, створення з дезертирів штрафних робочих команд і, нарешті, ув'язнення їх в концентраційний табір. Оригінальний текст (рос.) Ввиду того, что значительная часть рабочих, в поисках лучших условий продовольствия, а нередко и в целях спекуляции, самовольно покидает предприятия, переезжает с места на место, чем наносит дальнейшие удары производству и ухудшает общее положение рабочего класса, съезд одну из насущных задач Советской власти и профессиональных организаций видит в планомерной, систематической, настойчивой и суровой борьбе с трудовым дезертирством, в частности - путем публикования штрафных дезертирских списков, создания из дезертиров штрафных рабочих команд и, наконец, заключения их в концентрационный лагерь. |

### Україна

Листівка «Друга річниця звільнення м. Києва від жидобільшовиків», 1943 р.

Наприкінці 1920-х років загальна чисельність євреїв у сучасних межах України становила близько 2.5 млн чоловік. Це були люди, які в попередньому столітті були жорстоко дискриміновані за релігійними мотивами і за часи царизму не мали права займати ніяких значних урядових посад.
У липні 1917 року в Українській Народній Республіці, в рамках намагань забезпечити автономні права національних меншин, створено Єврейське Національне Секретарство.
За часів Директорії Української Народної Республіки Міністерство Єврейських Справ було відновлене (очолюване спочатку Абрамом Ревуцьким), і закон про єврейську автономію був повторно введений в дію. Від квітня 1919 р. міністром Єврейських справ став Пінкас Красний. Інші євреї, які займали видатні місця в урядах Центральної Ради або Директорії були: Соломон Ґольдельман — заступник міністра торгівлі і промисловості і робочої сили, Арнольд Марґолін — член Української Партії Федералістів Соціалістів; він був заступником міністра закордонних справ і дипломатичним представником в Лондоні і в Парижі. Дослідники визначають, що єврейське питання було складним для Директорії.
Не завжди стосунки між євреями і корінним населенням складалися мирно. Одна з причин масової євреїв участі у більшовицькому русі це негативне ставлення багатьох українців до євреїв за релігійними та етнічними мотивами. Військові частини, особливо недавно сформовані, нестійкі, де була відсутня дисципліна, часто грабували євреїв, влаштовували погроми. В той час часто вживався термін «жидобільшовики». Тому євреї ухилялися від служби в українській армії, або масово дезертирували. І хоча Директорія боролася з погромами, проте слабкість її влади не дала можливости припинити їх швидко.
Ісаак Шварц став першим головою Всеукраїнської ЧК, Борис Волін (Фрадкін) очолив наркомат внутрішніх справ УРСР. Михайо Соломонович Богуславський зайняв посаду секретаря ЦВК та РНК УРСР. Очільниками державного Бюро української преси та інформації (БУП — попередник РАТАУ) з моменту заснування в 1918 р. були Р. В. Гальперіна, В. С. Люксембург, Давид Ізраїлевич Ерде. Серед їхніх сподвижників — українські євреї, в подальшому російські письменники: Михайло Кольцов (Фрідлянд), що родом з Києва, Лев Нікулін з Житомира, Борис Лавреньов з Херсона та інші.
Хоча тільки піввідсотка (0,5 %) від загальної кількості єврейського населення приєдналося до партії більшовиків, вони склали великий відсоток всіх більшовиків в Україні, в 1922 р. приблизно 13,6 % в Компартії (більшовиків) України. 15,5 % делегатів на Українському Конгресі Рад в 1921 і 1922 рр. були єврейського походження.
Один з лідерів російських більшовиків Микола Бухарін відверто назвав склад комуністичної організації України «російсько-єврейським»
В книзі «„Червоний терор“ в Росії 1918 — 1923» Сергій Мельгунов пише:

| «В Одесі лютували знамениті кати Дейч і Віхман… Наше село знаходилося недалеко від Києва, і до нас доходили чутки про те, що творила Київська ЧК… Навіть дітей у селі лякали іменем місцевого чекіста Блувштейна. Коли Київ і наше село зайняли денікінці, батько вирушив до Києва роздобути ліків для лікарні. Завали трупів — жертв ЧК — ще не були розібрані, і батько їх бачив своїми очима. Трупи з вирваними нігтями, з них із шкірою на місці погонів і лампасів, трупи, роздавлені під пресом. Але сама моторошна картина, яку він бачив, це були 15 трупів з черепами, пробитими якимось тупим знаряддям, порожні всередині. Служителі розповіли йому, в чому полягала катування. Одному пробивали голову, а наступного примушували з'їсти мозок. Потім пробивали голову цьому наступного, і з'їсти його мозок змушували чергового… В одному з підвалів надзвичайки було влаштовано подобу театру, де були розставлені крісла для любителів кривавих видовищ, а на підмостках, тобто на естраді, здійснювалися страти. Після кожного вдалого пострілу лунали крики „браво“, „біс“ і катам подносились келихи шампанського. Роза Шварц особисто вбила кілька сот людей, попередньо втиснутих в ящик, на верхній площадці якого було зроблено отвір для голови.» |
Під час більшовицьких реквізицій майна буржуазії багато що потрапило до єврейських дрібних підприємців. Погромники приносили викрадені речі перекупникам чи у невеличкі магазини, які заробляли гроші у тому числі скупкою та перепродажем краму, їх власниками у більшості випадків були євреї. Після визволення від більшовиків колишні власники намагалися відшукати своє майно, і знаходили його у єврейських магазинах та складах. Це також посприяло тому, що євреї у масовій свідомості дуже легко асоціювалися із більшовиками.
За декілька тижнів більшовицької окупації України у населення склався стійкий образ більшовика-єврея: «всі красногвардійці були євреї». У більшовицьких загонах та органах влади дійсно була велика кількість осіб єврейської національності, хоча публіцист А . Яринович (Андрій Ніковський) писав:
|  | З того, що Шапіро був отаманом, Рахштейн — комісаром преси, Крицберг — фінансів, Ізраїль Кулик — писарем, Чудновський городським комісаром, ще не слідує, що винні взагалі євреї |

.
Сіоніст Гольдельман писав в той час:

| А як має вплинути на українських селян поява в їх селах большевицьких реквізиційних загонів на чолі з комісарчими з містечкової жидівської молоді? Чи «комісародержавіє» з великою участю жидівських півінтелігентів, тих жидів, яких (український селянин) ніколи до того при владі не бачив і це рахував завжди за природне, і тих, з батьками котрих він гандлював — і раптом той жид — командує. Командує від імени ненависних чужинців, що грабують, реквірують його хліб, його добро… |
Микола Сціборський зауважив, що
|  | у процесі визвольних змагань українства за свою незалежність жиди зайняли позицію виразної орієнтації на Москву, з її імперіалістичними та централістичними тенденціями. |

Судовою науково-демографічною експертизою встановлено, що з урахуванням кумулятивних втрат внаслідок Геноциду Україна втратила 10 мільйонів 63 тисячі осіб. Заступник директора архіву Служби безпеки України С.Кокін повідомив що підготовлено список із 136 осіб, причетних до організації Голодомору в Україні — це найвище керівництво КПУ, ДПУ, люди, які безпосередньо підписували розпорядчі документи, що були інструментами реалізації Голодомору, а також люди, які підписували численні вироки проти усіх засуджених у роки Голодомору у 1932—1933 роках. В той час до керівництва КПУ та ДПУ, серед інших, входило багато людей із єврейськими прізвищами: Голова ВУЧК Шварц Ісаак Ізраїлевич, нарком внутрішніх справ УСРР Леплевський Ізраїль Мойсейович, заступники наркома Кацнельсон Зиновій Борисович та Хатеневер Арон Меєрович, секретар Євґеньєв (Левін) Олександр Гнатович, особуповноважені Блюман Віктор Михайлович та Рубінштейн Наум Львович, начальники: 1-го відділу Аміров-Пієвський Марк Юхимович, 2-го відділу Джирін Давид Ізраїлевич, 3-го відділу Александровський (Юкельзон) Михайло Костянтинович, 4-го відділу Рахліс Пейсах Меєрович, 5-го відділу Купчик Ісаак Юлійович, 6-го відділу Письменний Яків Вульфович, 7-го відділу Умов Ілля Абрамович, 10-го відділу Краукліс Ян Шльомович.
Дослідники нараховують «близько 5000 імен жидівських діячів, які керували всіма ланками державного механізму в 20-30-х рр. XX ст. в Україні, організовували і здійснювали голодомори, розстріли». Сучасні історики С. І. Білоконь, Володимир Улянич та інші доводять, що «з 1918 до 1938 р. державність в Україні була жидівська».
Дослідження історика Вадима Золотарьова демострує феномен значного представництва євреїв в керівництві ДПУ-НКВС. Внаслідок агресії СРСР в 1939 році проти Польщі і в 1940 році проти Румунії та територіальними придбаннями УРСР Галичини, західної частини Волині, Бессарабії та Північної Буковини більшовицькі партійні, радянські державні та карально-репресивні органи були створені й на цих західноукраїнських землях й укомплектовані кадрами з відповідних структур зі Східної України та решти Радянського Союзу.
Деякі дослідники роблять висновок, що більшовизм для багатьох українців став асоціюватися саме з євреями.

## Часи Другої світової війни

### Нацистська пропаганда

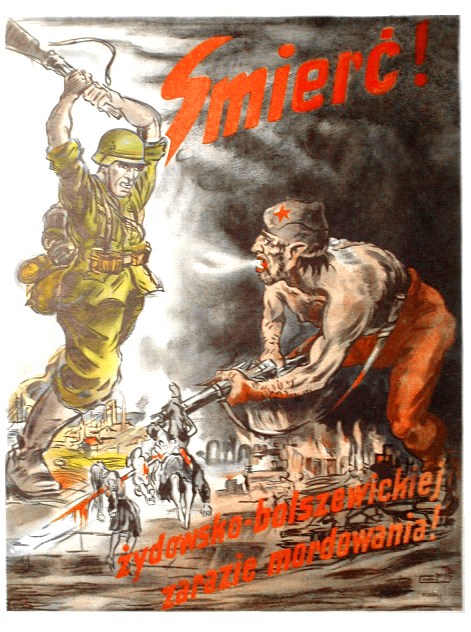
Німецький антирадянський плакат, написаний польською мовою. Каже: «Смерть жидовсько-більшовицькій чумі!». Висіли на вулицях Кракова під час Другої світової війни. Напівголий, дикий більшовик із семітськими рисами нанизує на багнет жінок і дітей. З лівого боку на нього в бою нападає охайно одягнений солдат вермахту. Більшовик символізує пожежі і розорення, німецький солдат — закон і порядок

Німецька окупаційна пропаганда використовувала тезу про те, що більшовицький режим — це витвір євреїв, це передусім єврейська влада, німецька пропаганда і газети, що виходили на окупованих територіях, постійно писали про «жидобільшовизм», «злочини комуножидів», «змову Сталіна з євреями». Нацистська пропаганда стверджувала, що більшовицька партія і її каральні органи — ДПУ-НКВС — насправді є маріонетками в руках всесвітнього єврейської змови, мета якого — поневолення народів світу. Євреїв звинувачували в тому, що розпочата війна була розв'язана з їх ініціативи; що вони є нацією-паразитом, що живе за рахунок інших; що євреї, захопивши владу в Росії, створили радянську тюрму народів. Висновок з усього цього робився наступний: більшовизм і єврейство є одне ціле.
Адольф Гітлер постійно стверджував, начебто «Жовтнева революція була справою жидів і загрожувала Європі встановленням у ній комунізму за співучасті жидів, розвивав тему „жидобільшовизму“ як втілення світового комунізму і у той же час таврував жидів як втілення світового капіталізму». У своєму зверненні до німецького народу у зв'язку з початком війни проти СРСР 22 червня 1941 року Адольф Гітлер заявив, що «зсередини і ззовні плелася відома нам змова жидів і демократів, більшовиків і реакціонерів з єдиною метою перешкодити створенню нової національної держави і знову занурити Рейх в безодню безсилля і злиднів… Ніколи німецький народ не відчував ворожих почуттів до народів Росії. Тільки протягом двох останніх десятиліть жидобільшовицькі правителі Москви намагалися підпалити не тільки Німеччину, але і всю Європу. Не Німеччина намагалася перенести свій націоналістичний світогляд в Росію, а жидобільшовицькі правителі в Москві неухильно робили спроби нав'язати нашому та іншим європейським народам своє панування, притому не тільки духовне, але, перш за все, військове… Перемога в Польщі, досягнута виключно силами німецької армії, спонукала мене знову звернутися до західних держав з мирною пропозицією. Вона було відхилена міжнародними та єврейськими підпалювачами війни. Але тепер настав час, коли необхідно виступити проти цієї змови жидівсько-англосаксонських підпалювачів війни і також жидівських володарів більшовицького центру в Москві».
У перші тижні окупації, влітку 1941 року, німці в багатьох містах Західної України відкрили тюрми НКВС, показали всім злочини сталінського режиму і оголосили, що провину за ці злочини несуть євреї
Деякі дослідники вважають, що ідеологічна конструкція про «жидобільшовизм» була найпоширенішим пропагандистським штампом, що використовувався у агітаційній роботі серед добровольців німецької армії та поліції. Ця ідеологічна конструкція не стала абсолютно неприйнятною чи новою для місцевого населення. У Російській імперії юдеї традиційно були «іновірцями» та «інородцями», їхні замкнені релігійні громади викликали ксенофобні почуття у місцевих, які пізніше посилились через антинародні дії більшовицької влади, яка в багатьох асоціювалася з євреями. У тридцяті роки ці прояви ксеофобії зовні зникли — за вживання слова «жид» можна було потрапити за ґрати — але звичка асоціювати євреїв з більшовиками залишилася. Причиною частково був об'єктивний зовнішній фактор, адже згідно з офіційною статистикою, до беріївських чисток в НКВС у 1938—1939 рр. євреї становили до 40 % працівників відомства.
Через те нацистська пропаганда «жидобільшовизму» як влади євреїв лягала на сприятливий ґрунт і не знаходила маси противників, а слоган «допомоги у боротьбі з „жидобільшовиками“» або просто з «жидами», став основною відправною точкою для пояснення ролі і місця добровольця-шуцмана в умовах окупації.
Участь деякої частини польських євреїв у комуністичному русі Польщі та співпраця з радянським комуністичним режимом підсилила серед місцевих мешканців окупованої радянцями Польщі існуючий стереотип «жидокомуни».

#### Звинувачення проти ОУН
У 1943—1944 рр. посилюється німецький терор і масова пропаганда проти українських націоналістів, як з боку німців, так і з боку радянських структур. Типовими звинуваченнями німецької пропаганди були: «Кремлівські жиди стоять у зв'язку з ОУН, яка нібито воює проти більшовизму; в проводі ОУН сидять агенти Москви, що отримують і використовують накази кровожадного Сталіна і його жидівських опричників». Місцеве населення застерігали, що «жидобільшовизм… пробує відсунути свою загибель саме з їхньою допомогою».
У донесенні від 30 березня 1942 року начальник поліції безпеки і СД повідомляв, що «Сьогодні точно встановлено, що рух Бандери забезпечує фальшивими документами не тільки своїх членів, а й також євреїв». Очевидно, саме така діяльність українських націоналістів стала приводом для німецьких звинувачень, поширених у тисячах листівок, що «ОУН є знаряддям жидівського большевизму».
В одній з резолюцій Другого Великого Збору ОУН зазначено:

| Жиди в СССР є найвідданішою підпорою пануючого большевицького режиму та авангардом московського імперіялізму в Україні. Протижидівські настрої українських мас використовує московсько-большевицький уряд, щоб відвернути їхню увагу від дійсного спричинника лиха і щоб у час зриву спрямувати їх на погроми жидів. Організація Українських Націоналістів поборює жидів як підпору московсько-большевицького режиму, освідомлюючи рівночасно народні маси, що Москва це головний ворог. |
Деякі автори, доводячи тотожність позиції ОУН та Німеччини у ставленні до євреїв, вказують на часте вживання в українській націоналістичній публіцистиці висловів «жидокомуна», «жидобольшевизм», «жидівсько-московське панування», які траплялися в оунівських виданнях. До прикладу, одна зі статей називалася «Російсько-жидівське панування та роля російської культури на Радянській Україні». В іншій статті автор, описуючи умови життя в Радянській Україні, пише: «Свобода слова здушена зовсім, як це ніколи перед тим не бувало. З провокації, насильства і смерти зроблено систему, кермовану московським хамом, на якого послугах станув жид-садист».

### Плакати

Німецький пропагандистський плакат 1941 року українською мовою (видавався мовами народів СРСР — латиською, російською тощо), який прирівнює сталінізм і євреїв

Основним мотивом німецьких плакатів була ідея так званого «єврейського більшовизму». Німецька пропаганда вдало використовувала візуальний симбіоз антиросійських, антибільшовицьких та антисемітських образів ворога, надаючи їм неабиякої драматичності
. При цьому німецькі пропагандисти протиставляли українців більшовикам, змушуючи населення повірити, ніби євреї та сталінський режим є причиною всіх трагедій українського народу. Серед таких плакатів збереглися деякі із серії «Жид — ваш відвічний ворог» або «Жиды ваши вечные враги» у східних областях України, «Жидам не місце серед вас!» та інші. Зображуючи більшовиків, нацистські художники (наприклад В. Крайн, Г. Агрікола, Мельнір) надавали їм типово єврейських рис, протиставляючи арійцям, яких на німецьких плакатах зображали сильними, красивими та привітними (наприклад плакати «Вояки Гітлера — це приятелі народу», «Дременули душогуби, і нема їм вороття» та інші). Образ «будьоновської шапки» зайняв центральне місце в антисемітському пропагандистському репертуарі, євреї ж зображувались жахливими чудовиськами, які ніби загрожують існуванню українського населення й всієї Європи. До нацистських антисемітських окупаційних плакатів з антибільшовицькими мотивами належить і плакат «Винница», в якому до пропагувався зв'язок ознак ворога в сумісності з підступністю та злочинністю. Цей плакат був створений 1943 року після того, як німецька окупаційна влада розкопала масове поховання розстріляних органами НКВС у 1936—1939 рр. жертв сталінського терору.

### Листівки
Цитати з нацистських листівок, якими засипали окопи радянських солдатів: «Жиди найбільш підлі, найнебезпечніші гризуни, що підточують основи нашого світу. Ти борешся за них, в незліченній кількості жертвуєш добром, здоров'ям, життям, для того щоб вони і далі могли об'їдатися в тилу і набивати собі кишені». «Тільки коли останній жид буде вигнаний з твого вітчизни, настане мир. Бий жидівське кодло! Знищуй цей бич людства і ти цим закінчиш війну!», «Радянський посол у Лондоні — Гусєв передав Черчіллю за дорученням свого уряду чек на один мільйон карбованців на купівлю земель в Палестині для вигнаних з Європи євреїв… Країна голодує, втрачаючи в знемозі свої сили а доросле населення втрачає сили на фронті…», «Жиди як щури поглинають надбання вашого народу!!».

Німецька листівка-перепустка для переходу радянських командирів та бійців на бік німецької армії «Разговор в тыловом штабе». 1942 р.

Німецька листівка-перепустка для переходу радянських командирів та бійців на бік німецької армії "«Бий жида — політрука, пика просить цегли!»

В арсеналі пропагандистів рейху було багато антисемітських листівок. Тут використовувалися різні прийоми і засоби ідеологічного розкладу радянських солдатів — від примітивних гасел на кшталт «Бий жида-політрука, пика просить цегли!» до полум'яних закликів почати нову, цього разу — антибільшовицьку-антиєврейську революцію: «Бійці, командири і політпрацівники! Ваш святий обов'язок почати другу революцію за щастя Батьківщини, Ваших родин. Знайте, що перемога за Вами, так як зброя у Ваших руках. Рятуйте Отечество від жидівського хама! Геть зрадників Росії — жидівських пособників! Смерть жидівському більшовизму! Вперед, за свободу, за щастя і життя!».
Німецькі пропагандисти використовували і так звані «легкі» жанри: карикатури, нехитрі гумористичні вірши. Вони легко запам'ятовувалися і при нагоді переказувалися іншим. Зі своїми пропагандистськими завданнями сатиричні жанри, в силу їх навмисною примітивності і образності, справлялися не гірше раціонально вивірених пропагандистських матеріалів. Їх сила полягала в особливому емоційному впливі на читача.
В одній з листівок був поміщений карикатурний малюнок єврея-коваля. Тут же підпис: «Хіба таке буває? Ні! Жид ніколи сам не працює!». Далі слід було саркастичне звернення до червоноармійця: «Працюй і борися і далі за жида, щоб він у тилу міг спокійно продовжувати заганяти товари і набивати собі кишені».
В іншій листівці писалося: "Запам'ятайте! Німеччина веде боротьбу не проти російського народу, а проти вашого жидо-комуністичного уряду, який приніс вам багато горя і нещастя ". На листівці малюнок: пролетар з селянином, закуті в кайдани, згорбившись під тягарем ярма, йдуть під конвоєм чекіста-єврея. Підпис: «Такою була радянська свобода».
Експлуатуючи почуття туги за рідним домом, пропагандисти німецької армії зверталися до червоноармійців: «Чому Вам, бійцям і командирам, які пробули на фронті вже три роки, не надають короткої відпустки додому до сім'ї? Та тільки тому, щоб Ви не знали і не бачили, що діється в тилу і Вашому будинку. Три роки Ваші дружини і діти не знають ситого дня, а міста і села переповнені жидами-спекулянтами, які живуть за рахунок праці Ваших родин. Ці жиди-спекулянти примушують російських та українських жінок і дівчат, дружин командирів і червоноармійців за шматок хліба продавати їм своє тіло».
В листівці «Друга річниця звільнення м. Києва від жидобільшовиків», що розповсюджувались київським міським головою Л.Форостовським в 1943 році, написано 
| За панування совєтів ми всі мали тяжке, злоденне життя, терпіли нечуваний терор НКВД, були не тільки матеріально, але й морально пригнічені; одні тільки жиди не знали горя і радісно жили, використовуючи всі матеріальні й культурні цінності, що були надбані нашою важкою працею. Сьогодні минули два роки, як здійснилися наші палкі бажання звільнитися від жидобільшовиків, звільнитися від кривавого ката Сталіна та якого катівень - НКВД, які винищили поверх 10 мільйонів українців...[48] |

### Преса в Україні часів Другої світової війни

Стаття «Еврейский интернационал» в «Одесскій газеті», число № 132 від 21 липня 1942 р.

Чи не найголовнішу увагу у пресі було приділено нагнітанню істерії «жидобільшовизму», для чого публікувались матеріали певної тематики: «Що таке масонство?», «Як жиди заселили Європу», «Останнє кочування», «Арієць і жид» і широко розігрувалася «козирна карта» участі євреїв у здійсненні жовтневого більшовицького перевороту, становленні сталінського режиму та розгортанні репресій. Нацистська пропаганда переводила в етнічну площину причини масових порушень прав людини у СРСР, Голодомору 1932—1933 рр., нищення української культури тощо.. Газети, що виходили на
окупованих територіях, постійно писали про «жидобільшовизм», «злочини комуножидів», «змову Сталіна з євреями» тощо. Відмічається перманентна присутність в публікаціях тези про існування юдо-більшовизму (жидобільшовизму чи жидокомуни, жидокомунізма тощо), тобто постійне звинувачення євреїв у злочинах сталінського режиму в 1920 — 1930-ті роках (Голодомор, ГУЛАГ) на теренах України, покладання на євреїв суцільної вини за радянізацію.
Відділом пропаганди вермахту для організації роботи преси серед інших передбачалось положення про те, що ворогом Німеччини є не народи Радянського Союзу, а лише жидобільшовицький радянський уряд зі своїми функціонерами та комуністичною партією.
Керівництво відродженої Автокефальної Православної церкви виступало в пресі із заявами, у яких засуджувався «єврейський більшовизм». Так, у червні 1942 р. архієпископ Полікарп (Сікорський) висловив ворожу позицію стосовно «московсько-жидівського комунізму», а після поразки німців під Сталінградом переконував українців їхати на роботу до Німеччини й таким чином сприяти поразці «комуністичної московсько-жидівської держави». У березні 1943 р. Полікарп заявив у пресі, що знає, чому так багато людей, у яких рідні були в Червоній армії, рятувалися втечею перед її поверненням: «Бо знають, що слідом за цією армією йде, під проводом жидо-комуністів, НКВД». Він писав в газеті «Український голос», що, на його жаль, багато інших не стали втікати, і запитував їх: «Чи ви не уявляєте собі мстивого і злючого у своїй помсті жидівства, що так винищило наш народ за 20 років свого панування на Великій Україні і почало було нищити його на Західній Україні?».
Багато заходів у царині спорту окупанти намагалися приурочити до різних дат, пов'язаних із протистоянням радянській владі. Найуживанішими були, як писали місцеві газети, річниці звільнення населених пунктів від «жидобільшовизму». У повідомленні газети «Нове українське слово» за 15 липня 1942 р. ішлося, що стадіон у Києві німці відкрили для українського населення на честь «звільнення міста від більшовиків».

## Сучасний час
Подібні погляди поширені в деяких націоналістичних і правоекстремістських колах Росії і України. Відповідно, в їхній риториці досить широко вживаються терміни «жидобільшовизм», «іудобільшовизм», «юдобільшовизм», «жидокомунізм», «жидофашизм» і тому подібні:
| Вперше у світі до влади в чужій країні дорвався «уряд» - [кагал], що складається майже суцільно з жидів. Жидобільшовизм є радянськом різновидом юдаїзму і, на підтвердження цього, над країною сходить кривава п'ятикутна зірка - печатка Соломона. Під ширмою «диктатури пролетаріату» починається масове винищення людей за ознакою Руської крові, починається найжахливіше в історії криваве жертвоприношення Єгові. Оригінальний текст (рос.) Впервые в мире к власти в чужой стране дорвалось «правительство» - кагал, состоящее почти сплошь из жидов. Жидобольшевизм есть советская разновидность иудаизма и, в подтверждение этого, над страной восходит кровавая пятиконечная звезда - печать Соломона. Под ширмой «диктатуры пролетариата» начинается массовое истребление людей по признаку Русской крови, начинается самое чудовищное в истории кровавое жертвоприношение Иегове[55] |
| Православні сталіністи підкріплюють свої доводи й іншими доказами, це стосується періоду ВВВ, саме в цей період радянське керівництво почало частково замінювати антиросійську ідеологію іудобільшовизму (коли обпльовували все російське і нав'язувалися химери світової революції) на патріотичну націонал-більшовицьку. ... А раз подібні химери після всіх принесених жертв і поневірянь виявилися неспроможними, то навіщо воювати? Саме тому на заміну колишніх химер Джугашвілі почав відроджувати російський патріотизм, він зрозумів неспроможність іудобільшовицької маячні. Оригінальний текст (рос.) Православные сталинисты подкрепляют свои доводы и другими доказательствами, это касается периода ВОВ, именно в этот период советское руководство начало частично заменять антирусскую идеологию иудобольшевизма (когда оплёвывалось все русское и навязывались химеры мировой революции) на патриотическую национал-большевистскую. ... А раз подобные химеры после всех понесенных жертв и лишений оказались несостоятельными, то чего ради воевать? Именно поэтому на смену прежних химер Джугашвили начал возрождать русский патриотизм, он понял несостоятельность иудобольшевистских бредней.»[56] |
В Україні Георгій Щокін стверджує, що більш як 70 років своєї нової історії Україна перебувала під єврейсько-більшовицьким ігом, що призвело до багатомільйонних жертв під час штучно організованих воєн, голодоморів, репресій. Він пише:

| Які ж політичні партії були носіями цієї єврейсько-більшовицької зарази? Спочатку ця партія називалася Російська соціал-демократична робітнича партія (більшовиків) (РСДРП(б)), а здійснений нею переворот — Велика Жовтнева соціалістична революція. Згодом ця агресивна богоборча та антилюдська сила трансформувалася у ВКП(б) (Всесоюзну комуністичну партію (більшовиків)) і свіжу ще в пам'яті зловісну КПРС. Тобто організаторами та нащадками єврейсько-більшовицького режиму, відповідального за багатомільйонні втрати під час воєн, голодоморів і репресій, є соціал-демократи, соціалісти та комуністи — триглавий дракон сіонізованого Хама. Нині ці різновиди єврейського більшовизму репрезентують в Україні СДПУ(О), СПУ та КПУ-партії, ідеологічно пов'язані з людиноненависницькою теорією «наукового соціалізму» євреїв Гесса, Маркса, Леніна-Бланка та Троцького-Бронштейна[57]. |
і далі:
| 1991 року Україна рішуче скинула єврейсько-більшовицьке ярмо, намагаючись стати на єдино правильний шлях національного розвитку. Ця національна за своїм змістом революція повинна була викинути на узбіччя суспільного життя численних комуно-совєцьких шарікових, провести над ними публічний судовий процес і законодавче заборонити політичну діяльність усіх носіїв єврейсько-більшовицької зарази — есдеків, соціалістів, комуністів. Однак цього, на жаль, не відбулося, що і призвело до невідворотної дії історичного закону, згідно з яким за будь-якою революцією настає реакція, тобто контрреволюція. Те, що відбувалося за часів президентства Кучми — колишнього комунофункціонера, — давно вже названо в Україні єврейським засиллям, яке здійснювали есдеки на чолі з одіозним Медведчуком і провладними євреями на кшталт Табачника. У результаті відновлення єврейсько-комуністичного панування Україну було вщент пограбовано, а її населення зменшилося на 5 мільйонів осіб[57]. |

## Галерея

Антисемітські карикатури на лідерів більшовиків єврейського походження
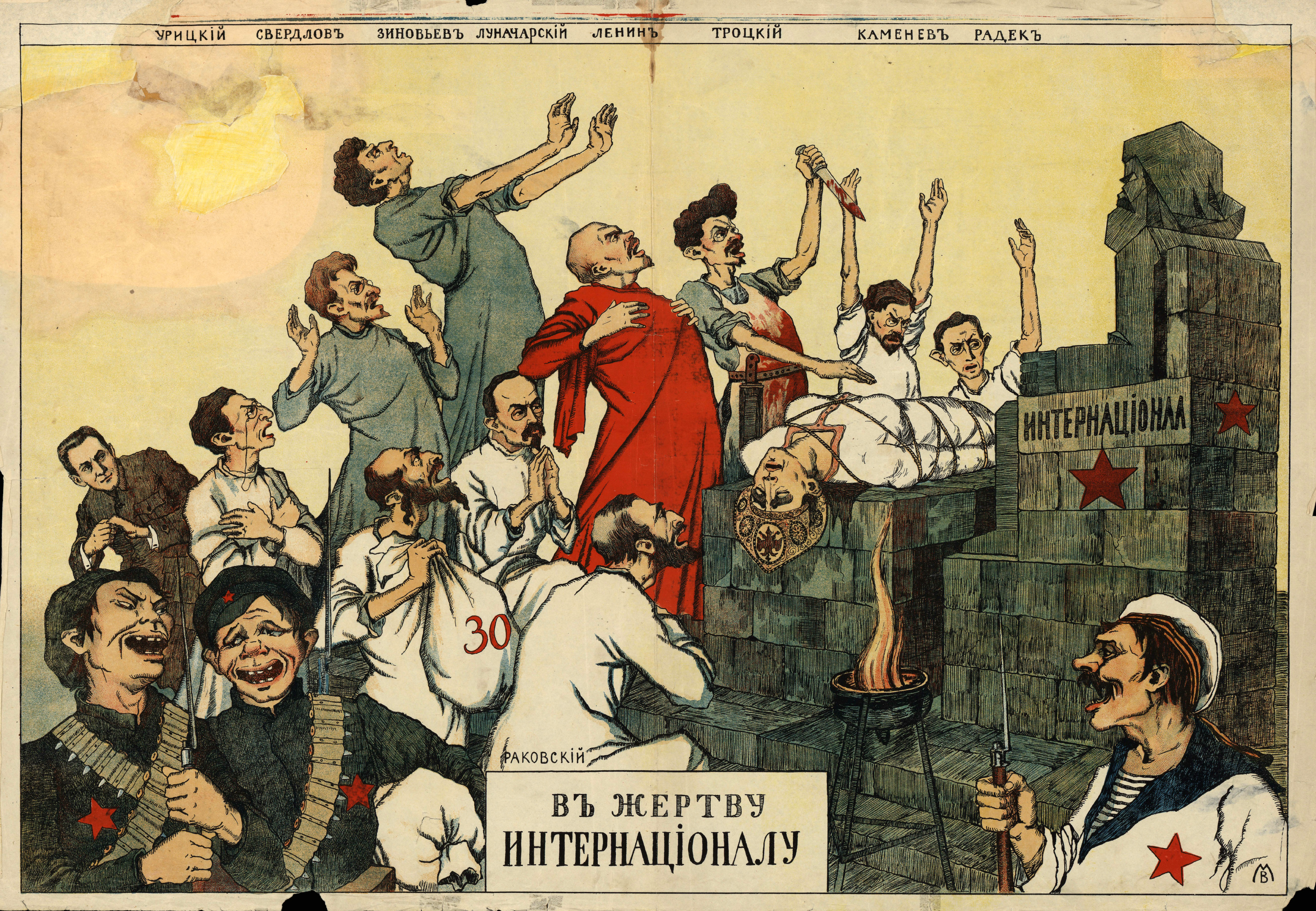
«В жертву Інтернаціоналові» плакат ОСВАГ, Харків, 1919 р.
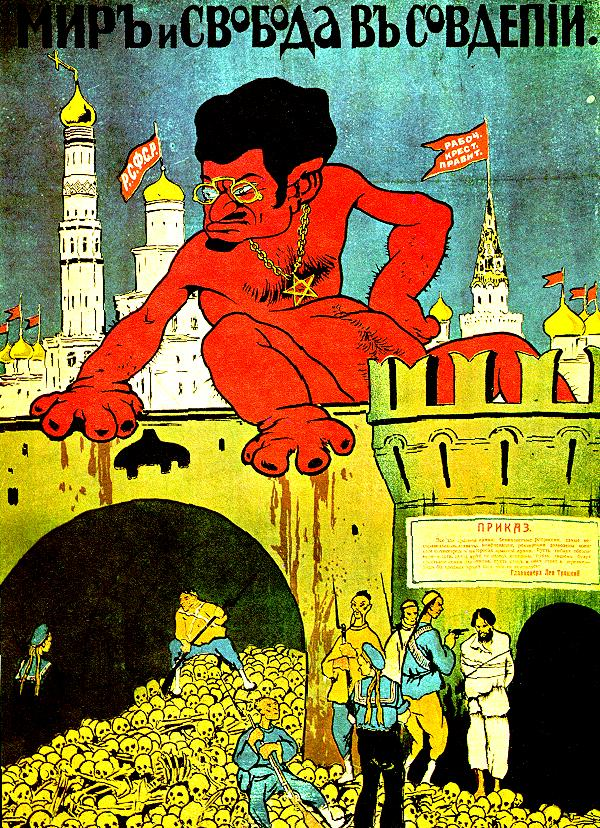
Карикатура на Троцького